# Balthasar von Szábel
Balthasar von Szábel, též Baltasar (23. listopadu 1814 Kluž, Sedmihradsko – 12. ledna 1869 Merano), byl rakouský podnikatel a politik německé národnosti z Moravy, v 2. polovině 19. století poslanec Říšské rady.

## Biografie
Narodil se v sedmihradské Kluži, kde od roku 1835 působil jako obchodník. Roku 1839 se přestěhoval do Olomouce, založil velkoobchod a byl ředitelem velkoobchodní společnosti W. C. Hirsch v Olomouci.
Ve volbách roku 1848 byl zvolen na rakouský ústavodárný Říšský sněm. Zastupoval volební obvod Olomouc-město na Moravě. Uvádí se jako obchodník. Patřil ke sněmovní levici. Profiloval se zde jako stoupenec a jeden z předáků německého liberálního bloku. Roku 1849 byl také poslancem Frankfurtského sněmu za volební obvod Olomouc. Uvádí se etnicky jako Němec ze Sedmihradska, protivník všelikého přibližování se Moravy k Čechám, naopak ale hlavní zastávatel spojení Moravy s Frankfurtem, dobrý řečník.
Od roku 1848 do roku 1849 zasedal rovněž coby poslanec Moravského zemského sněmu. Nastoupil sem po zemských volbách roku 1848 za kurii městskou, obvod Olomouc.
Od roku 1860 byl ředitelem přádelen v Šumperku a Frýdlantu a majitelem přádelny v Chocni. Po obnovení ústavní vlády se opět zapojil do politiky. V zemských volbách na Moravě roku 1861 se stal poslancem Moravského zemského sněmu za kurii městskou, obvod Šternberk. Zemský sněm ho roku 1861 delegoval i do Říšské rady (tehdy ještě volené nepřímo) za Moravu (kurie městská, obvod Šternberk. K roku 1861 se uvádí jako velkoobchodník, bytem v Olomouci. Opětovně ho zemský sněm do Říšské rady vyslal roku 1867 a zasedal v ní až do své smrti. Profiloval se jako německý liberál (takzvaná Ústavní strana, liberálně a centralisticky orientovaná, odmítající federalistické aspirace neněmeckých etnik).
Roku 1863 mu byl udělen Řád železné koruny a získal tak šlechtický titul.
Zemřel v lednu 1869 v Meranu po dlouhé nemoci.